# Agunes
Els agunes o awunes són els membres d'un grup humà que viuen a Benín. Els 7.100 agunes parlen la llengua aguna, una llengua que també es parla al veí estat de Togo. Els agunes formen part del cluster de pobles iorubes, el seu codi ètnic és NAB59n i el seu ID és 10185.
Els agunes viuen a la zona de l'aldea Agouna, al municipi de Djidja, al departament de Zou.
La majoria dels agunes creuen en religions africanes tradicionals (45%). El 35% són cristians i el 20% restants són musulmans. Dels cristians, el 67% són catòlics, el 20% pertanyen a esglésies independents, el 10% són protestants i el 3% restant pertanyen a altres esglésies cristianes. El 8% dels agunes són evangelistes.